# Заґурце
Заґурце (пол. Zagórce, нім. Bergsruh) — село в Польщі, у гміні Машево Голеньовського повіту Західнопоморського воєводства.
Населення — 61 особа (2011).
У 1975-1998 роках село належало до Щецинського воєводства.

## Демографія
Демографічна структура станом на 31 березня 2011 року:
|          | Загалом | Допрацездатний вік | Працездатний вік | Постпрацездатний вік |
| -------- | ------- | ------------------ | ---------------- | -------------------- |
| Чоловіки | 33      | 7                  | 23               | 3                    |
| Жінки    | 28      | 4                  | 18               | 6                    |
| Разом    | 61      | 11                 | 41               | 9                    |